# EA Sports UFC 4
EA Sports UFC 4 es un videojuego de artes marciales mixtas desarrollado por EA Vancouver y distribuido por EA Sports para PlayStation 4 y Xbox One. Se basa en la marca Ultimate Fighting Championship (UFC) y fue lanzado el 14 de agosto de 2020 a nivel mundial.

## Jugabilidad
Hay 229 luchadores únicos, con 81 versiones alternativas. El juego presenta un modo de carrera, que fue diseñado para ser una "experiencia de incorporación" para enseñar al jugador los conceptos básicos de cuatro disciplinas de MMA que incluyen boxeo, kickboxing, lucha libre y ju-jutsu. El objetivo del modo carrera, que permite a los jugadores crear su propio luchador personalizado, es convertirse en GOAT (que significa "el mejor de todos los tiempos"). A medida que los jugadores avanzan en el juego, pueden optar por aceptar o rechazar peleas, lo que afectará el desarrollo de la carrera del luchador. El esquema de control también se mejoró y simplificó para que el juego sea más accesible. Los modos multijugador, incluidas las batallas relámpago y los campeonatos mundiales en línea, también estarían disponibles. Además de luchar en The Octagon, los jugadores también pueden luchar en Backyard y Kumite, que se asemeja a un campo de batalla subterráneo. Sin embargo, a diferencia de su predecesor, el Ultimate Team no regresaría en este juego.

## Desarrollo
EA Sports UFC 4 fue anunciado el 12 de julio de 2020 por Electronic Arts. Al mismo tiempo también se reveló que Israel Adesanya y Jorge Masvidal serían la portada del juego. Siendo similar a su predecesor, UFC 4 utilizó la tecnología Real Player Motion, que fue diseñada para hacer creíbles los remaches. La tecnología también ayudó a crear nuevas animaciones de eliminación que responden a cómo juegan los jugadores. EA también reclutó a Daniel Cormier y Jon Anik para comentar el juego. Joe Rogan, quien brindó los comentarios de los juegos anteriores, no regresó debido a su disgusto por el voice-over en los videojuegos. Los jugadores que reservaron el juego tendrían acceso exclusivo para jugar como Tyson Fury y Anthony Joshua.  El juego se lanzó para PlayStation 4 y Xbox One el 14 de agosto de 2020.

## Recepción
Según el agregador de reseñas Metacritic, el juego recibió críticas generalmente positivas tras su lanzamiento.
IGN elogió el nuevo sistema de presentación y el modo carrera, pero dijo que "los problemas de larga data aún permanecen en el juego terrestre y algunas imágenes anticuadas". Push Square declaró que era "significativamente mejor" que su predecesor, sin embargo, Hardcore Gamer dijo que era "divertido aunque soso". GamesRadar+ elogió los remaches pero criticó la cámara. Brian Shea, escribiendo para Game Informer, describió el sistema de presentación como una de las mejores adiciones del juego. Además, describió el juego como el "próximo paso fantástico" para la franquicia UFC de EA.
El juego fue muy criticado por los fanáticos por la adición de anuncios en el juego que se agregaron dos semanas después del lanzamiento del juego. Una publicación en Reddit que muestra anuncios en el juego para el estreno de la segunda temporada de la serie de televisión de Amazon Prime Video The Boys, que incluía dos ventanas emergentes de pantalla completa al principio y al final de la repetición, una ventana emergente más pequeña en la superposición del temporizador durante el juego, y los logotipos del programa y el servicio en capas en el medio del lienzo del Octágono, obtuvieron más de 86,000 votos a favor hasta el 5 de septiembre de 2020. EA luego se disculpó por las molestias y eliminó la ventana emergente de aumentar la publicidad en respuesta a la reacción violenta.
El juego encabezó la tabla de ventas en el Reino Unido, sin embargo, las ventas físicas de la primera semana cayeron un 47% en UFC 3. El juego también fue número 1 en Australia, Nueva Zelanda y EMEA, pero solo llegó al número 28 en Japón. Llegó al número 2 en los Estados Unidos, detrás de la franquicia Madden de EA, estableciendo un récord de ventas para la franquicia. En América del Norte, fue el decimosexto juego más descargado de 2021 en PlayStation Network.